# John George Kemeny
John George Kemeny (hongarès: Kemény János György)  (Budapest, 31 de maig de 1926 - Etna, 26 de desembre de 1992) va ser un matemàtic, científic informàtic i educador estatunidenc d'origen hongarès, conegut per desenvolupar el llenguatge de programació BASIC el 1964 juntament amb Thomas E. Kurtz.
Kemeny va ser el 13è president del Dartmouth College del 1970 al 1981 i va ser pioner en l'ús d'ordinadors en l'educació universitària. Kemeny va presidir la comissió presidencial que va investigar l'accident de Three Mile Island el 1979.

## Primers anys
Nascut a Budapest, Hongria, en una família jueva, Kemeny va anar a l'escola primària privada Rácz de Budapest i va ser company de classe de Nándor Balázs. El 1938 el seu pare va marxar sol als Estats Units. El 1940, va portar tota la família Kemeny als Estats Units quan es va fer imminent l'adopció de la segona llei antijueva a Hongria. El seu avi, però, es va negar a marxar i va morir a l'Holocaust, juntament amb una tia i un oncle. La família de Kemeny es va establir a la ciutat de Nova York, on va anar a l'escola secundària George Washington. Es va graduar amb els millors resultats a la seva classe tres anys després. El 1943 Kemeny va entrar a la Universitat de Princeton on va estudiar matemàtiques i filosofia, però va agafar un any de descans durant els seus estudis per treballar al Projecte Manhattan, al Laboratori Nacional de Los Alamos, on el seu cap era Richard Feynman. També va treballar amb John von Neumann. En tornar a Princeton, Kemeny es va graduar en matemàtiques el 1946 després de completar una tesi superior, titulada "Sistemes lògics equivalents", sota la supervisió d'Alonzo Church. Després es va quedar a Princeton per continuar estudis de postgrau i va rebre un doctorat en matemàtiques el 1949 després de completar una tesi doctoral, titulada "Teoria de tipus vs. teoria de conjunts", també sota la supervisió d'Alonzo Church. Va treballar com a ajudant matemàtic d'Albert Einstein durant els estudis de postgrau.

## Carrera
Kemeny va ser nomenat professor del Departament de Matemàtiques de Dartmouth el 1953, a l'edat de 27 anys. La primera oportunitat d'utilitzar un ordinador va arribar el 1953. Tenia una visió premonitòria de l'impacte que tindrien els ordinadors a la societat i es va proposar facilitar als estudiants l'accés a la nova tecnologia. Era una tasca difícil en una època en què els únics ordinadors disponibles costaven milions de dòlars i feien servir llenguatges relativament difícils d'aprendre. Però Kemeny va convèncer l'administració de Dartmouth perquè fes la inversió. Dos anys més tard es va convertir en president del departament i va ocupar aquest càrrec fins al 1967.  Des del punt de vista científic va formar equip amb Gerald L. Thompson i J. Laurie Snell per escriure Introducció a les matemàtiques finites (1957) per a estudiants de biologia i ciències socials. Els professors del departament de matemàtiques de Dartmouth també van escriure Finite Mathematical Structures (1959) i Finite Mathematics with Business Applications (1962). Altres facultats i universitats van seguir aquest exemple i es van compondre uns quants llibres de text més de Matemàtiques Finites en altres llocs. El tema de les cadenes de Markov era especialment popular, per la qual cosa Kemeny es va associar amb J. Laurie Snell per publicar Finite Markov Chains (1960) per oferir un llibre de text universitari introductori. Tenint en compte els avenços en l'ús de la teoria de potencials obtinguts per G. A. Hunt, van escriure Denumerable Markov Chains' el 1966. A aquest llibre de text, adequat per a seminaris avançats, li va seguir una segona edició el 1976 en què es va incloure un capítol addicional sobre camps aleatoris de David Griffeath.
Kemeny i Kurtz van ser pioners en lús d'ordinadors per a la gent corrent. Després dels seus primers experiments amb ALGOL 30 i DOPE al LGP-30, van inventar el llenguatge de programació BASIC el 1964, així com un dels primers sistemes de temps compartit del món, el Dartmouth Time-Sharing System (DTSS). Va ser el primer sistema de temps compartit a gran escala que es va implementar amb èxit i també va ser el sistema per al qual es va desenvolupar el llenguatge BASIC. Kemeny va fomentar activament els jocs a la plataforma DTSS i va considerar que era una de les principals raons de l'èxit del sistema DTSS. DTSS es va desenvolupar de manera contínua durant la dècada següent, es va tornar a implementar en diverses generacions d'ordinadors i finalment es va clausurar el 1999. El 1974, la Federació Americana de Societats de Processament de la Informació va concedir un premi a Kemeny i Kurtz a la Conferència Nacional d'Informàtica pel seu treball a BASIC i el temps compartit. BASIC va ser el llenguatge utilitzat en la majoria del programari escrit durant l'auge de l’Apple II, el Commodore 64, el TRS-80 i els PC IBM al llarg dels anys 80.

## Presidència a Dartmouth
Si es pot dir que William Jewett Tucker va refundar Dartmouth College, realment podem dir que va ser John Kemeny qui va començar la transformació de la institució. Hongarès de naixement, educat a Princeton i un matemàtic estimat, el seu nomenament va ser pres amb entusiasme per la facultat, però amb escepticisme per part dels exalumnes, alguns dels quals van pensar que ell no podia entendre l'experiència de Dartmouth. Tot i així, va aconseguir gran èxit en la realització dels ambiciosos objectius de la seva presidència, impartint dos cursos per any, i mai ometent una classe.
Invertint una tradició de 203 anys d'educació unisexual, John Kemeny va presidir la introducció de la coeducació de Dartmouth el 1972. La idea de transformar Dartmouth d'una escola només per a homes a una institució mixta havia estat rondant durant gairebé una dècada, però quan Kemeny va assumir el càrrec, la qüestió no era tant si es faria sinó com fer-ho sense reduir el nombre de places disponibles per als homes. La resposta va ser augmentar l'alumnat. Però com fer-ho i no arruïnar-se construint nous dormitoris i aules? La solució de Kemeny va ser el Pla Dartmouth (també conegut com el Pla D), segons el qual la universitat funcionaria tot l'any en quatre trimestres acadèmics. L'augment de les oportunitats fora del campus (pràctiques, voluntariat, estudis a l'estranger) significava que el nombre d'estudiants al campus en qualsevol trimestre no seria més gran que abans. El 1972, les dones van poder fer, com els homes, la recerca d'un títol de grau a Darmouth. La promoció de 1976 va ser la primera classe mixta a la història de Darmouth.
Durant la seva administració, Dartmouth es va fer més actiu en reclutar i conservar estudiants poc agraciats i va reanimar el compromís de fundació de proporcionar l'educació per a indis americans. És codesenvolupador, amb Thomas Eugene Kurtz, del llenguatge de programació de llenguatge BASIC, el president Kemeny va fer de Dartmouth un pioner en l'ús d'ordinadors a l'ensenyament, comparant el coneixement de la informàtica amb la lectura de l'alfabet.
Durant el que era, per a la majoria dels col·legis americans i universitats, un període tumultuós de protesta d'estudiants, Dartmouth va gaudir d'un període de relativa calma en gran part gràcies a la gestió de John Kemeny.

## Origen del llenguatge BASIC
Kemeny era el president del Departament de Matemàtiques del Dartmouth College. Basant-se en gran manera en la seva reputació com a innovador en l'ensenyament de les matemàtiques, el 1959 el college va guanyar un premi de l'Alfred P. Sloan Foundation de 500.000 dòlars per construir un nou edifici per al departament. Thomas E. Kurtz s'havia incorporat al departament el 1956, ia partir dels anys seixanta Kemeny i Kurtz van coincidir en la necessitat d'alfabetitzar en programació els estudiants aliens als camps tradicionals de STEM. Kemeny va assenyalar més tard que «La nostra visió era que tots els estudiants del campus haurien de tenir accés a un ordinador, i qualsevol membre del professorat hauria de poder utilitzar un ordinador a l'aula sempre que fos apropiat. Així de senzill».
Kemeny i Kurtz ja havien realitzat dos experiments previs amb llenguatges simplificats, DARSIMCO (Codi Simplificat de Dartmouth) i DOPE (Experiment de Programació Sobre-Simplificada de Dartmouth). No van passar ni una sola classe de primer any. Van seguir nous experiments amb Fortran i ALGOL, però Kurtz va arribar a la conclusió que aquests llenguatges eren massa complicats per al que desitjaven. Com va assenyalar Kurtz, Fortran tenia nombroses ordres de forma estranya, en particular una «convenció gairebé impossible de memoritzar per especificar un bucle»: DO 100, I = 1, 10, 2. ¿ És '1, 10, 2' o '1, 2, 10', i és necessària o no la coma després del número de línia? 
A més, la manca de qualsevol tipus de resposta immediata era un problema clau; les màquines de l'època utilitzaven processament per lots i trigaven molt de temps a completar l'execució d'un programa. Mentre Kurtz visitava el MIT, John McCarthy va suggerir que el temps compartit oferia una solució; una sola màquina podia dividir el seu temps de processament entre molts usuaris, donant-los la il·lusió de tenir un ordinador (lent) per a ells sols. Els programes petits tornarien resultats en pocs segons. Això va portar a un interès creixent en un sistema que utilitza el temps compartit i un nou llenguatge específicament per al seu ús per estudiants no-STEM.
Kemeny va escriure la primera versió de BASIC. L' acrònim BASIC va provenir d'un treball sense publicar de Thomas Kurtz. El nou llenguatge seguia en gran manera el model de FORTRAN II; les sentències eren d'una en una, s'utilitzaven números per indicar el destí dels bucles i les branques, i molts dels comandaments eren similars o idèntics als de Fortran. Tot i això, es va modificar la sintaxi sempre que pogués ser millorada. Per exemple, el llaç DO que pogués ser difícil de recordar va ser reemplaçat pel molt més fàcil de recordar FOR I = 1 TO 10 STEP 2, i el número de línia utilitzat al DO es va indicar en canvi amb el codi NEXT I. De manera similar, la sentència críptica de FORTRAN IF, la sintaxi de la qual s'adaptava a una instrucció específica de la màquina en la qual es va escriure originalment, es va convertir en IF I=5 THEN GOTO 100 el qual és notablement més simple. Aquests canvis van fer que el llenguatge fos molt menys idiosincràsic, sense deixar de tenir una estructura general i una sensació similar al FORTRAN original.
El projecte va rebre una subvenció de 300.000 dòlars de la National Science Foundation, amb la qual es va adquirir un ordinador GE-225 per al processament i un processador en temps real Datanet-30 per manejar les teleimpressores Teletype Model 33 utilitzades per a l'entrada i la sortida de dades. Un equip d'una dotzena d'estudiants universitaris va treballar al projecte durant aproximadament , escrivint tant el sistema DTSS com el compilador BASIC. La primera versió del llenguatge BASIC es va publicar l'1 de maig de 1964.
Inicialment, BASIC es va concentrar en el suport de treballs matemàtics senzills, amb suport aritmètic de matrius des de la seva implementació inicial com a llenguatge per lots, i la funcionalitat de cadenes de caràcters es va afegir el 1965. L'ús a la universitat es va expandir ràpidament, cosa que va obligar a substituir la CPU principal per una GE-235, i encara més tard per una GE-635. A principis de la dècada del 1970 hi havia centenars de terminals connectats a les màquines a Dartmouth, alguns d'ells de manera remota.
Desitjosos de generalitzar lús del llenguatge, els seus dissenyadors van posar el compilador a disposició dels usuaris de forma gratuïta. A la dècada del 1960, el programari es va convertir en un producte de pagament; fins aleshores, s'oferia gratuïtament com un servei amb ordinadors cars, normalment disponibles només en règim de lloguer. També el van posar a disposició dels instituts de la zona de Hanover, New Hampshire i de tota Nova Anglaterra a terminals teleimpressores Teletype Model 33 i Model 35 connectades a Dartmouth a través de línies telefòniques d'accés telefònic, i van dedicar un esforç considerable a la promoció del llenguatge. En els anys següents, a mesura que apareixien altres dialectes de BASIC, el dialecte BASIC original de Kemeny i Kurtz va passar a conèixer-se com BASIC de Dartmouth.
Kemeny i Kurtz van ser pioners en l'ús d'ordinadors per a la gent normal. Després dels primers experiments amb ALGOL 30 i DOPE sobre el LGP-30, van inventar el llenguatge de programació BASIC el 1964, així com un dels primers sistemes de temps compartit del món, el Dartmouth Time-Sharing System (DTSS). El 1974, la Federació Americana de Societats de Processament de la Informació va atorgar un premi a Kemeny i Kurtz a la Conferència Nacional d'Informàtica per la seva tasca sobre BASIC i el temps compartit. BASIC va ser el llenguatge utilitzat en la majoria dels programes escrits durant l'ascens dels ordinadors Apple II, Commodore, TRS-80 i PC IBM al llarg dels anys 80.
Kemeny va ser president de Dartmouth del 1970 al 1981 i va continuar impartint cursos de pregrau, investigant i publicant articles durant la seva etapa com a president. Va presidir la coeducació de Dartmouth el 1972. També va instituir el "Pla Dartmouth" de funcionament durant tot l'any, permetent així més estudiants sense més edificis. Durant la seva administració, Dartmouth es va tornar més proactiva a l'hora de reclutar i retenir estudiants minoritaris i va recuperar el compromís fundacional de proporcionar educació als indis americans. Kemeny va convertir Dartmouth en pionera en l'ús d'ordinadors per part dels estudiants, equiparant l'alfabetització informàtica amb la lectura. El 1982 va tornar a la docència a temps complet.
El 1983, Kemeny i Kurtz van fundar una empresa anomenada True BASIC, Inc. per comercialitzar True BASIC, una versió actualitzada del llenguatge.

## Vida personal
John Kemeny era un jove professor de filosofia a la Universitat de Princeton quan va trobar com a estudiant la seva futura esposa, Jean. Quan es van casar el 1950 ell tenia 23 anys i ella 19. Els seus dos fills, Jennifer (nascuda el 1976) i Robert (nascut el 1977), són tots dos exalumnes de Dartmouth College.

## Mort
John Kemeny va morir als 66 anys d'edat, resultat d'una insuficiència cardíaca a Lebanon (Nou Hampshire) el 26 de desembre de 1992. Havia viscut a Etna (Nou Hampshire), prop del campus de Dartmouth.